# 廖年賦
廖年賦（1932年5月5日—），臺灣指揮家、藝術教育工作者。於1968年獨立創辦大型私人交響樂團「台北世紀交響樂團」，現為世紀音樂基金會董事長。2007年成立「臺北縣交響樂團」，歷任該團音樂總監、團長等職。

## 早年
廖年賦生於臺灣日治時期臺北州海山郡土城庄柑林碑，幼年時其父結識一位當時在「台北放送局」（今臺灣放送協會）教唱的阿壽叔，每當阿壽叔來家中作客時，便教廖年賦唱歌，成為廖年賦日後音樂之路的啟蒙。
1939年，廖年賦進入土城公學校（今土城國小）就學，接受正式教育。三年級時，老師發現他的歌唱天賦，便指定他上台表演，從此被同學稱為「獨唱先生」。1946年，廖年賦考取板橋初級中學（今板橋高中），繼續升學之路。當時普遍不重視音樂教育，但廖年賦的音樂天賦受到師長的注意，一位從日本回國的林老師主動教導廖年賦彈奏風琴，雖然沒有琴譜，廖年賦卻在老師示範後彈奏出來，讓林老師特別為他單獨授課。1949年7月，廖年賦自板中畢業，在林老師的鼓勵下，順利考取了臺北師範學校（今國立臺北教育大學）三年制音樂師範科，正式接受專業音樂訓練。初次彈奏拜爾教本作品的廖年賦向曾寅育老師提出額外學習，月餘後便把拜爾教本彈完。系主任康謳看到廖年賦在音樂上的努力，引薦廖年賦加入王沛綸組成的中國廣播公司管弦樂團。王沛綸發現廖音樂天賦，於是私下指導，王也成為廖年賦的第一位小提琴老師。這段就學期間，廖也與戴粹倫學習小提琴，可以說臺北師範學校音樂教育的養成，是廖年賦一生音樂之路的基礎。

## 职业生涯
國校任教
1952年，廖年賦自北師畢業後，任教於大豐國民學校（今新北市新店區大豐國民小學）。任職一年後，得知臺北空軍子弟學校（今臺北市懷生國民小學，以下簡稱空小）有專任音樂教師的職缺，不需鎮日留守校園，遂於1954年轉任該校，這段時間，廖認識了妻子陳盧寧。1954年，康謳邀請廖年賦參與編纂正中書局出版的《音樂課本》，並為此教材編寫童謠歌曲。同年，開始向戴粹倫學習小提琴（至1971年止）。
省交時期
1955年，廖年賦辭去教職，前往「臺灣省政府教育廳交響樂團」（今「國立臺灣交響樂團」，以下簡稱省交）擔任第一小提琴，專司演奏。廖年賦在省交服務共計十八年，並於1969年–1973年間兼任演奏部主任職。此時廖年賦再次接受康謳的邀請，編纂由翰墨林出版社出版的《音樂課本》，同時也為其譜寫童謠作品。此教材與九年前為正中書局編寫的教材，於日後共同被編集成《少年兒童歌謠》。
1966年6月16日，「臺北室內樂研究社」成立，以學術研究及提高室內樂欣賞為目的，廖年賦曾為成員之一。
1968年，廖年賦成立「世紀學生管絃樂團」（1981年改組為「台北世紀交響樂團」），以學生樂團為定位，落實音樂基礎教育的理念。
文大任教、指揮路
隨著省交遷往臺中，廖年賦辭去在省交的工作，1973年進入中國文化學院（今 中國文化大學，以下簡稱文大）執教三年，其間教授小提琴課程。並且應各樂團邀請擔任客席指揮，包括「國立臺灣大學交響樂團」（1973年9月–1974年7月）、「台視交響樂團」（1973年3月10日）、YMCA交響樂團、「韓國釜山交響樂團」（1974年7月）、「美國好萊塢交響樂團」（Hollywood-Wilshire Symphony Orchestra，1977年10月16日）。此時期的廖年賦深感自己所學有限，於1976年9月辭去文大教職，前往奧地利國立維也納音樂學院旁聽，隨卡爾·奧斯特萊赫學習交響樂團指揮。
自奧地利返國後，廖年賦陸續擔任「聯合實驗管絃樂團」（今「國家交響樂團」）駐團副團長（1988年–1994年）、「臺北縣交響樂團」音樂總監暨指揮（1990年）、「國家音樂廳交響樂團」（今「國家交響樂團」）藝術副團長（1994年–1997年）等臺灣音樂界要職。
藝專、臺師大任教

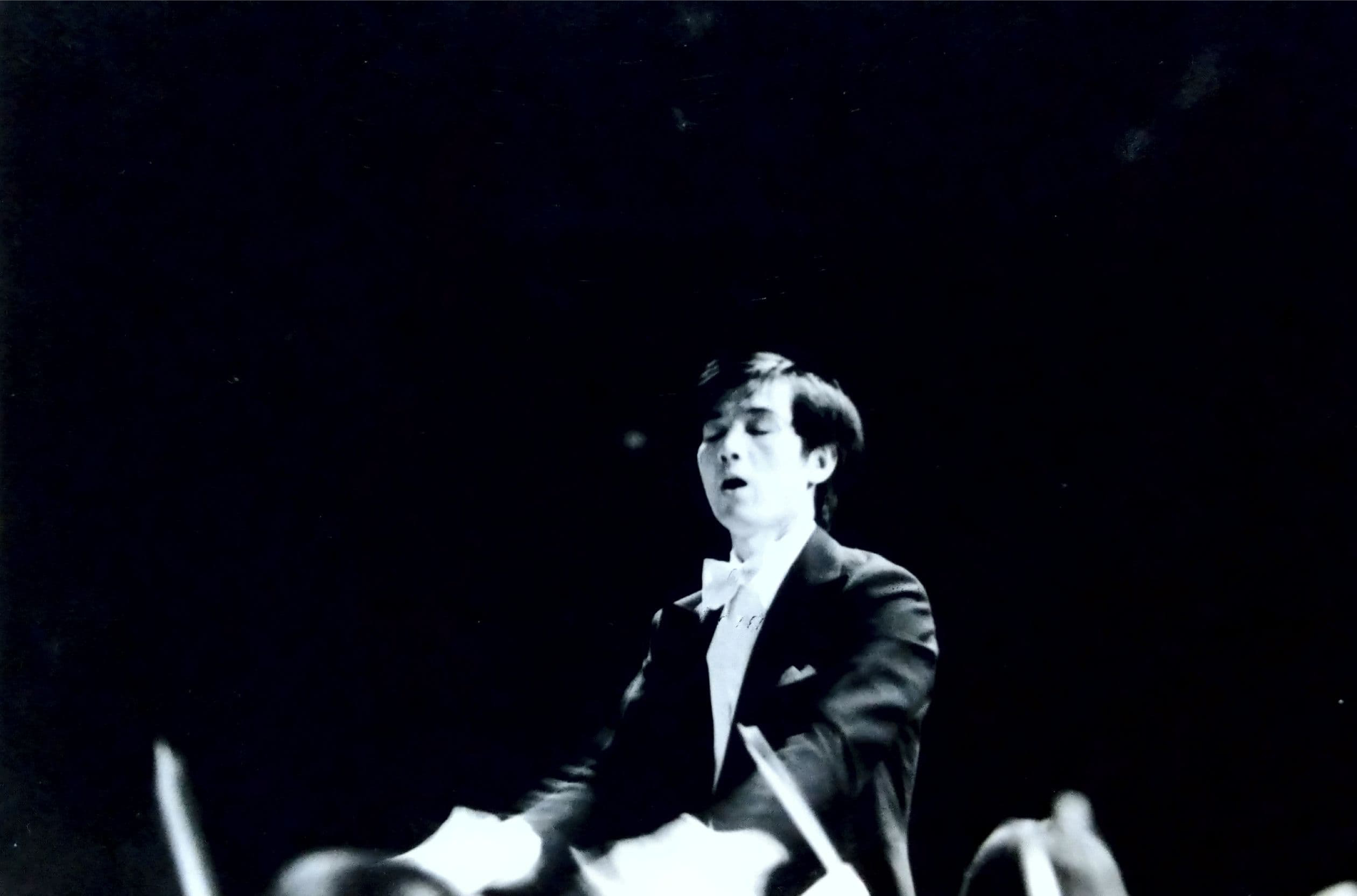
指揮中的廖年賦

1977年，廖年賦自維也納學成歸來，投入各大專院校擔任教職，首先進入國立臺灣藝術專科學校音樂科（今國立臺灣藝術大學音樂學系，以下簡稱藝專）任教職，任該科附設交響樂團指揮。1983年–1989年間，擔任藝專音樂科科主任，於2002年6月自該校退休。藝專任教期間，廖年賦曾於1979年短暫兼任於臺北市華岡藝術學校。1982年，廖年賦獲聘國立臺灣師範大學音樂研究所兼任副教授，其間教授「總譜彈奏」、「指揮法研究」、「指揮個別指導」及「指揮實習」等課程，1988年升等為教授，於2008年正式退休。
1990年，廖年賦利用在藝專休假一年的機會，舉家前往美國紐約，並前往纽约市立大学布鲁克林学院進修，以一年的時間獲得音樂碩士學位。
政府委託
1993年及1997年接受文建會（現為中華民國文化部）委託辦理「第一、二屆音樂傳播藝術人才研習班」。以策劃音樂會錄影實務、培養音樂藝術傳播專業人員為宗旨，二屆皆開辦「音樂導播製作」及「音樂錄影製作」兩類課程。

## 獲獎與榮譽
本節參考相關史料，整理並列出廖年賦主要的獲獎紀錄如下：
- 教育部52年度優良兒童讀物，1963年7月
- 教育部56年度文藝獎，1968年6月[19][20]
- 維也納「1978年國際青年音樂節」（Internationales Jugendmusikfest〝Jugend und Musik in Wien 1978〞）交響樂組比賽二獎，1978年8月
- 維也納「1980年國際青年音樂節」（Internationales Jugendmusikfest〝Jugend und Musik in Wien 1980〞）交響樂組比賽首獎，1980年7月
- 波士頓國際音樂教育家會議頒發「傑出演奏證書」，1989年
- 行政院三等服務獎章，1989年
- 國立臺北教育大學第二屆傑出校友獎，1997年11月
- 文建會八十八年度傑出演藝團隊，1998年
- 行政院二等服務獎章，1998年
- 板橋中學第二屆傑出校友獎，2007年5月
- 第十三屆國家文藝獎，2009年10月[2][21][22]

## 作品節選

### 作曲
1952年正值中華民國接管臺灣初期，國民小學音樂教材仍是日本歌曲，為此各地音樂老師都擔負起創作歌曲的使命，廖年賦即為其中之一，直到如今學童傳唱的許多童謠便是在此時期創作。之後廖年賦將收錄在國校課本裡的七首童謠創作，集結自己其他創作的十七首童謠，於1963年編纂成為《少年兒童歌謠》（ISBN 9789866054112）。
喜愛兒童的廖年賦除創作兒童歌謠外，也創作管絃樂演奏作品，他於1966年發表《中國組曲》，此作品在西洋樂器中加入鑼、鼓、鐃、鈸、木魚等中國樂器，運用民謠寫成。1974年「中國現代音樂協會」舉行第一屆作品發表會，廖年賦於其中首次發表木管四重奏，此作品有兩個樂章，運用全音音階，分別為變體的湖北民謠及恆春民謠題材創作。1979年，廖年賦參加「當代中國風格音樂作品發表會」發表他的新作《法雨鼓韻》，此為絃樂與打擊樂器的合奏，使用的樂器有絃樂、鐘、磬、大鼓及木魚。之後木管四重奏因加入恆春民謠片段更名為《恆春素描》，於1983年完成。

### 學術論著
- 《管絃樂指揮研究》（ISBN 7769102030）：

為初入門學習指揮的學生所設計編纂的著作，讓初學者對指揮的基礎概念、技巧有所了解，並且就時間與節奏的指示、各種拍子的打法等各技術方面，進一步教導學生認識樂器、指揮常用術語，以及學習指揮應具備的條件及常識等。此外，廖年賦設計讀譜的方法，以及如何將總譜改編為鍵盤彈奏的方法，並設計總譜彈奏進階練習，使初學者對指揮的基本概念獲得相當程度的認識。廖年賦分析，一個好的指揮是以培養的方式來產生，除指揮的基本方法與技巧以傳授的方式來指導，應多給學習者充分的臨場經驗，特別是循序漸進的進階練習與實例實習。
- 《德佛札克「新世界」交響曲之研究》（ISBN 9785552401734，以下簡稱《新世界》）：

廖年賦的升等教授著作，源於廖年賦在指揮《新世界》時，發現不同樂譜間出現分岐。經查原稿在捷克圖書館，於是請次子廖嘉弘前往該館借出原稿影印，開始著手研究此樂曲。總地來說，各版本樂譜之間的比對，以及對手稿本身的研究，是為本書重要論點，其中廖年賦也分析《新世界》樂曲及提出指揮處理。

### 舞台活動
- 1966年：於國際學舍首演《中國組曲》[24]
- 1975年：於國父紀念館首演歌劇《托斯卡》[27]
- 1976年：應臺北市議會邀請，代表臺北市民參加美國建國二百周年慶祝活動
- 1978年：至蘇格蘭亞伯丁參加「國際青少年交響樂節」[28]
- 1979年：與姚明麗教授合作，於國父紀念館現場伴奏古典芭蕾舞劇《吉賽爾》[29]
- 1981年：於國父紀念館首演馬思聰作品芭蕾舞劇《龍宮奇緣》[30]
- 1982年：於國父紀念館參加文建會首屆文藝季樂展【管絃樂之夜】演奏[31]
- 1989年：「波士頓國際音樂教育家會議」開幕式演出[2]
- 2013年：於國家音樂廳指揮台北市國小兒童演出《少年兒童歌謠》[32]

## 個人生活

### 家庭
廖年賦的父親廖萬修（1877年–1948年）是村裡的漢文老師，在日治時期以閩南語教漢文，帶大家唸三字經、千字文、論語等漢學經典，不僅教他人漢文，也要求子女學漢文，此為廖年賦日後的學習基礎。其母廖曹阿有（1895年–1938年）是一名家庭主婦。廖年賦在家中十一名子女中排名第十，亦是兄弟姊妹中唯一學習音樂者。
1953年廖年賦轉至空小任教時，由於陳盧寧經常前來借用鋼琴，差距5歲的兩人因此相識，進而於1957年結婚。廖年賦與陳盧寧育有一女二子，長女廖嘉齡（1958年10月6日－）由父親啟蒙學習鋼琴。長子廖嘉言（1959年生）自幼習大提琴，次子廖嘉弘（1961年9月7日－）則繼承父親的音樂之路，先接觸小提琴而後轉向指揮領域發展。

## 外部連結
- 臺灣音樂群像 廖年賦 （页面存档备份，存于）
- 國家文藝獎 / 第十三屆-廖年賦 / Nien-Fu Liao  （页面存档备份，存于）
- 指揮家 廖年賦 台灣古典音樂網專訪
- 【照片】 廖年賦 帶領臺北世紀交響樂團赴美巡迴在舊金山公園演出
- 新北市交響樂團官方網站 （页面存档备份，存于）